# Донє Биляне
Донє Биляне (хорв. Donje Biljane) — населений пункт у Хорватії, у Задарській жупанії у складі міста Бенковаць.

## Населення
Населення за даними перепису 2011 року становило 102 осіб.
Динаміка чисельності населення поселення:

## Клімат
Середня річна температура становить 13,85 °C, середня максимальна – 28,30 °C, а середня мінімальна – -0,06 °C. Середня річна кількість опадів – 901 мм.
| Клімат поселення                              | Клімат поселення | Клімат поселення | Клімат поселення | Клімат поселення | Клімат поселення | Клімат поселення | Клімат поселення | Клімат поселення | Клімат поселення | Клімат поселення | Клімат поселення | Клімат поселення | Клімат поселення |
| Показник                                      | Січ.             | Лют.             | Бер.             | Квіт.            | Трав.            | Черв.            | Лип.             | Серп.            | Вер.             | Жовт.            | Лист.            | Груд.            |                  |
| Середній максимум, °C                         | 10,31            | 11,14            | 14,04            | 17,17            | 21,95            | 25,70            | 28,30            | 27,92            | 23,76            | 19,46            | 13,82            | 10,96            |                  |
| Середня температура, °C                       | 5,11             | 5,96             | 8,86             | 11,99            | 16,75            | 20,50            | 23,76            | 23,38            | 19,23            | 14,92            | 9,29             | 6,40             |                  |
| Середній мінімум, °C                          | −0,06            | 0,78             | 3,67             | 6,80             | 11,57            | 15,31            | 19,22            | 18,84            | 14,68            | 10,38            | 4,72             | 1,88             |                  |
| Норма опадів, мм                              | 75               | 66               | 70               | 75               | 67               | 59               | 35               | 52               | 96               | 105              | 108              | 93               |                  |
| Середньомісячна швидкість вітру, м/с          | 2.58             | 2.72             | 2.90             | 2.80             | 2.46             | 2.26             | 2.27             | 2.14             | 2.31             | 2.43             | 2.90             | 2.83             |                  |
| Середньомісячна сонячна радіація, кДж/м²·день | 5048             | 7751             | 11364            | 16147            | 20279            | 22514            | 24184            | 21067            | 15549            | 9870             | 5464             | 4309             |                  |
| --------------------------------------------- | ---------------- | ---------------- | ---------------- | ---------------- | ---------------- | ---------------- | ---------------- | ---------------- | ---------------- | ---------------- | ---------------- | ---------------- | ---------------- |
| Джерело:                                      |                  |                  |                  |                  |                  |                  |                  |                  |                  |                  |                  |                  |                  |